# نادي فان
نادي فان (بالفرنسية: Vannes Olympique Club)‏ ، هي نادي كرة قدم في فرنسا ، يلعب في دوري الدرجة الثانية . تم تأسيس النادي في سنة 1998.